# Казе Солиго (Тревизо)
Казе Солиго је насеље у Италији у округу Тревизо, региону Венето.
Према процени из 2011. у насељу је живело 181 становника. Насеље се налази на надморској висини од 65 м.